# 笹乃雪
笹乃雪（ささのゆき）は、東京都台東区根岸二丁目にある豆富料理の店舗である。2022年8月現在、店舗移転ならびにコロナ禍の為に休業中も、2024年夏に新店舗で営業を再開の予定。

## 概要
1691年（元禄4年）に、初代玉屋忠兵衛が上野の輪王寺の宮といわれる第111代後西天皇の第6皇子、公弁法親王のお供をして京より江戸に移り、根岸新田（現在地）で絹ごし豆富を作り料理屋を開いたのが始まり。江戸で初めてできた絹ごし豆富を親王に献上したところ、京を懐かしみ「笹の上に積もりし雪の如き美しさよ」と称されたので、屋号を「笹乃雪」と名づけた 。
笹乃雪では、豆腐のことを「豆富」と書いて「とうふ」と記している。その由来は、80年ほど前の9代目当主奥村多吉が、料理店に「腐る」という字はふさわしくない、という理由で「豆富」と記すようになった。1910年代の街歩きの本には、50銭で料理が食べられたと示している。店の創業期に別の説があり、青果物を卸売にきた農家が休憩に立ち寄ったり、あるいはかつて遊里があったころには客のため四つ時まで店を開けたといい、大正時代には入谷の朝顔市のころばかり繁盛したとも記された。1930年頃のメニューはあんかけ、冷奴、煮どうふ、炒りどうふなどがあった。
豆富は、その当時の井戸水と苦汁を使用した昔ながらの製法である。使用する井戸水は、数百年をかけて武蔵野から到達する水脈を、地下80メートルから採水している。
2024年秋に移転先で営業開始。井戸を掘れなかった為、水道水に超高級浄水器を通した水で作っている。
（現当主より直接聞きました）
移転先は子規庵の2軒長屋の片割れ

## 文化人との縁
正岡子規が明治30年（1897年）に笹乃雪を詠んだ句で、子規や夏目漱石をはじめ多くの文人歌人も訪れた。河鍋暁斎ほか、贔屓にした文化人の作品を収蔵し店内に展示する。

## 営業情報
笹乃雪
東京都台東区根岸二丁目15番10号
定休日 - 月曜日、月曜日が祭日の場合は火曜日
営業時間 - 相席 - 午前11時30分 - 午後8時30分（ラストオーダー 午後8時）、個室 - 午前11時30分 - 午後9時
駐車場 - 無し

## 交通アクセス
JR山手線 - 鶯谷駅より徒歩2分

## ギャラリー

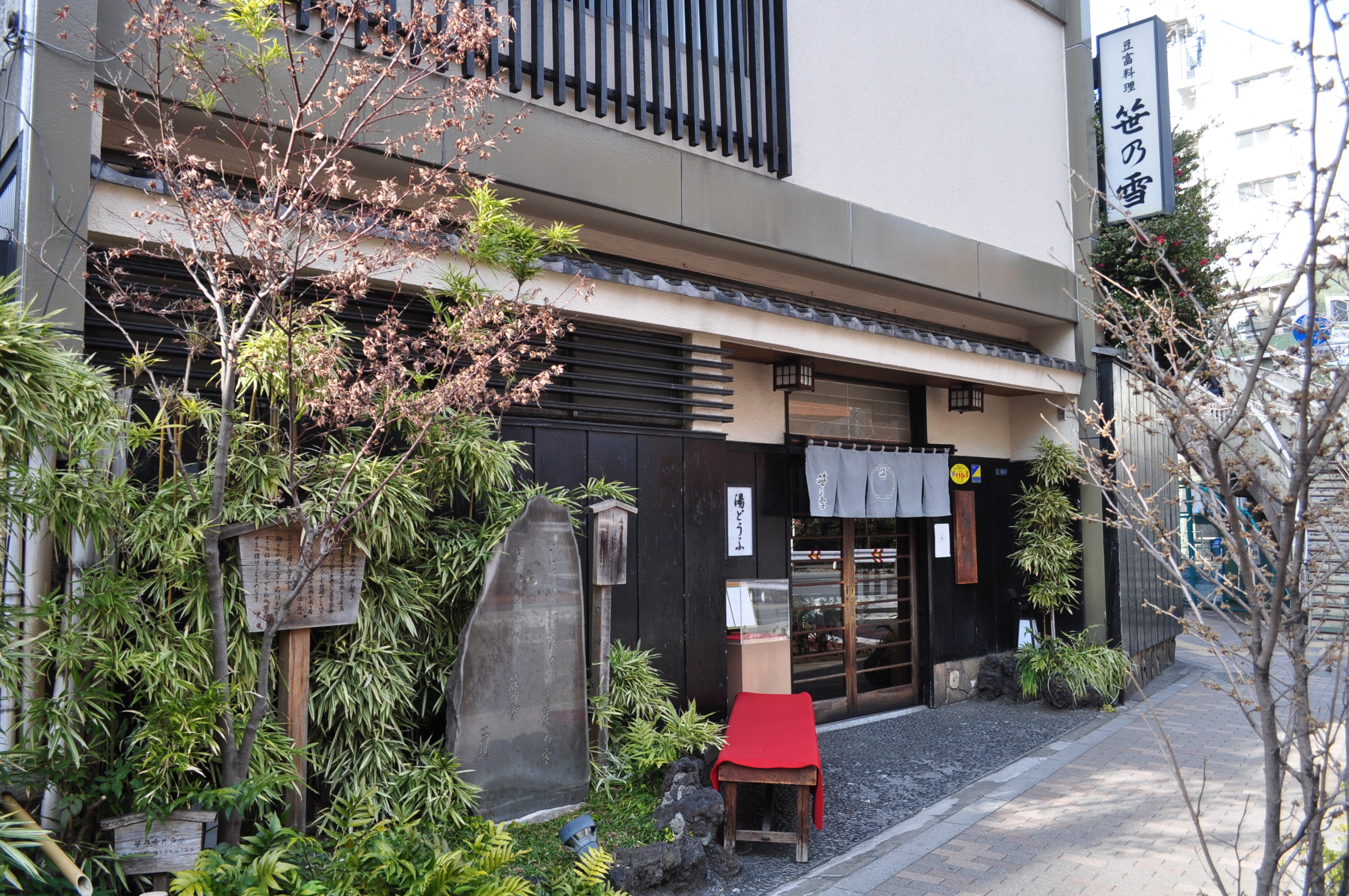
表玄関（2018年1月31日撮影）
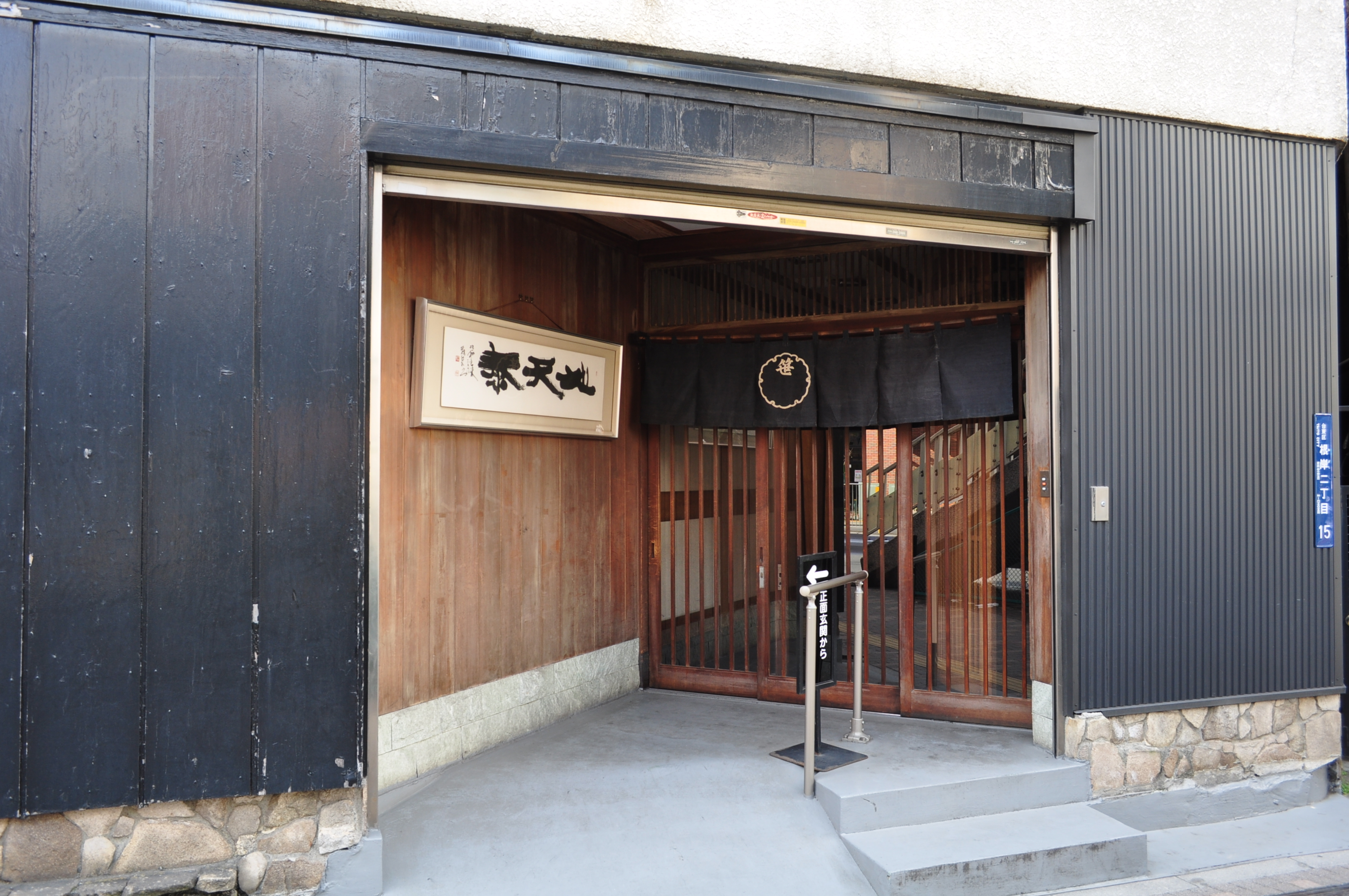
脇玄関（2018年1月31日撮影）